# Stàraia Guta
Stàraia Guta (en rus: Старая Гута) és un poble de l'óblast de Briansk, a Rússia, que el 2013 tenia 742 habitants, pertany al districte d'Unetxa.